# Couratari asterotricha
Couratari asterotricha là một loài thực vật linhin thuộc họ Lecythidaceae.
Loài này chỉ có ở Brasil.
Chúng hiện đang bị đe dọa vì mất môi trường sống.